# Fort Portal
Fort Portal is een stad in het westen van Oeganda en hoofdstad van het district Kabarole. De stad is vernoemd naar het door Sir Gerald Portal, de Britse speciale commissaris voor Oeganda, in 1891-1893 gebouwde fort, waarvan de ruïnes heden ten dage op het terrein van de plaatselijke golfbaan liggen. In 2002 telde Fort Portal 40.993 inwoners.
Fort Portal is gesitueerd te midden van het Ruwenzori-gebergte, het Kibali Forest National Park en het Queen Elizabeth National Park. Er ligt een aantal kratermeren in de omgeving. De belangrijkste bronnen van inkomsten zijn toerisme en handel. Sinds 2005 heeft de stad een universiteit, de Mountains of the Moon University.
Sinds 1961 is Fort Portal de zetel van een rooms-katholiek bisdom.